# Communauté de communes du Vouvrillon
Die Communauté de communes du Vouvrillon ist ein ehemaliger französischer Gemeindeverband mit der Rechtsform einer Communauté de communes im Département Indre-et-Loire in der Region Centre-Val de Loire. Sie wurde am 15. Dezember 2000 gegründet und umfasste fünf Gemeinden. Der Verwaltungssitz befand sich im Ort Parçay-Meslay und somit außerhalb der angeschlossenen Gemeinden.

## Historische Entwicklung
Mit Wirkung vom 1. Januar 2017 fusionierte der Gemeindeverband mit der Communauté de communes de l’Est Tourangeau und bildete so die Nachfolgeorganisation Communauté de communes Touraine Est Vallées.

## Ehemalige Mitgliedsgemeinden
1. Chançay
2. Monnaie
3. Reugny
4. Vernou-sur-Brenne
5. Vouvray